# Triops (Parc Bagatelle)
Pour les articles homonymes, voir Triops (homonymie).
Triops  est un parcours de montagnes russes navette inversées, modèle Invertigo situé au parc Bagatelle, dans le Pas-de-Calais.

## Histoire

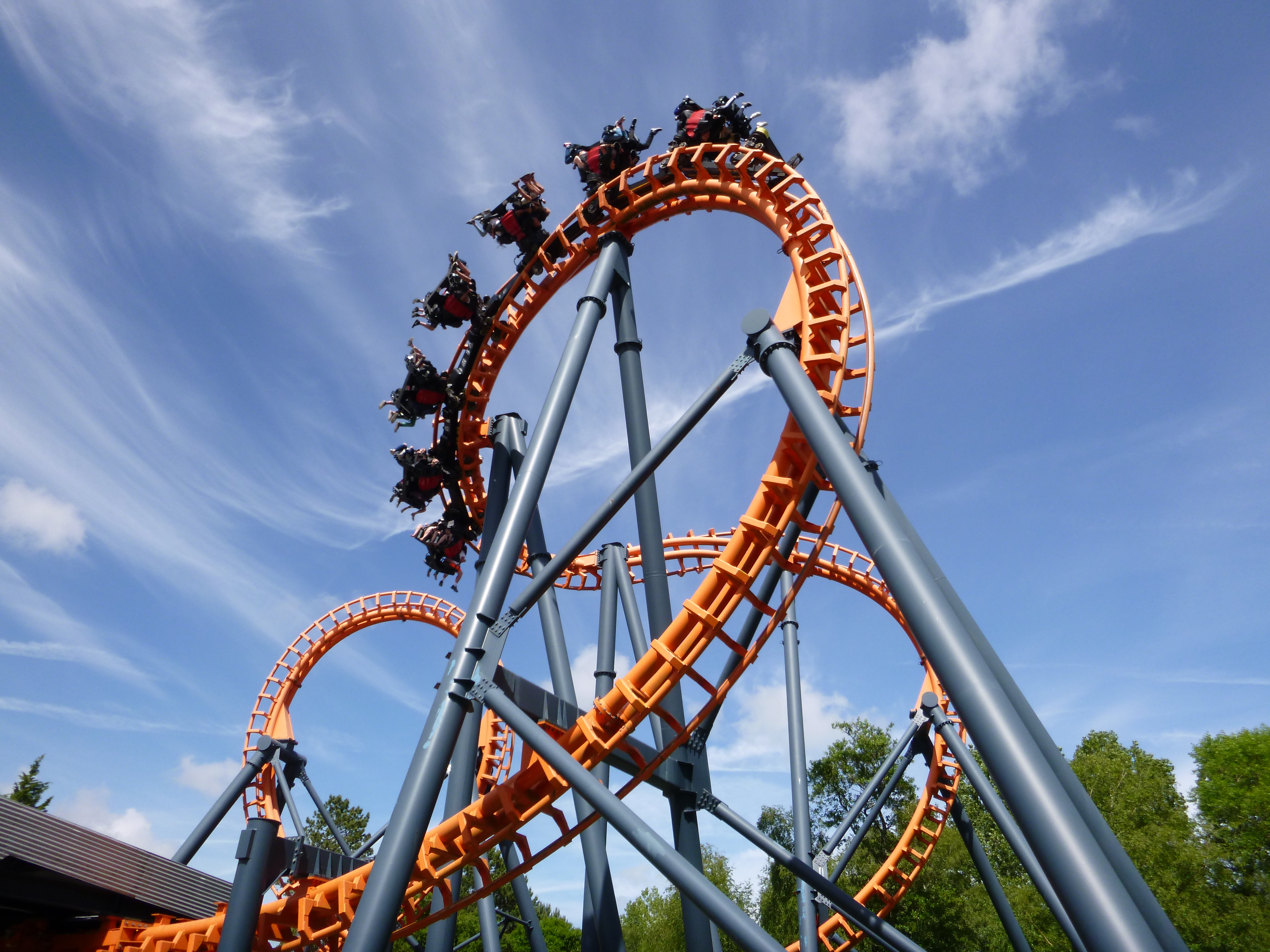
Inversion de type boomerang.

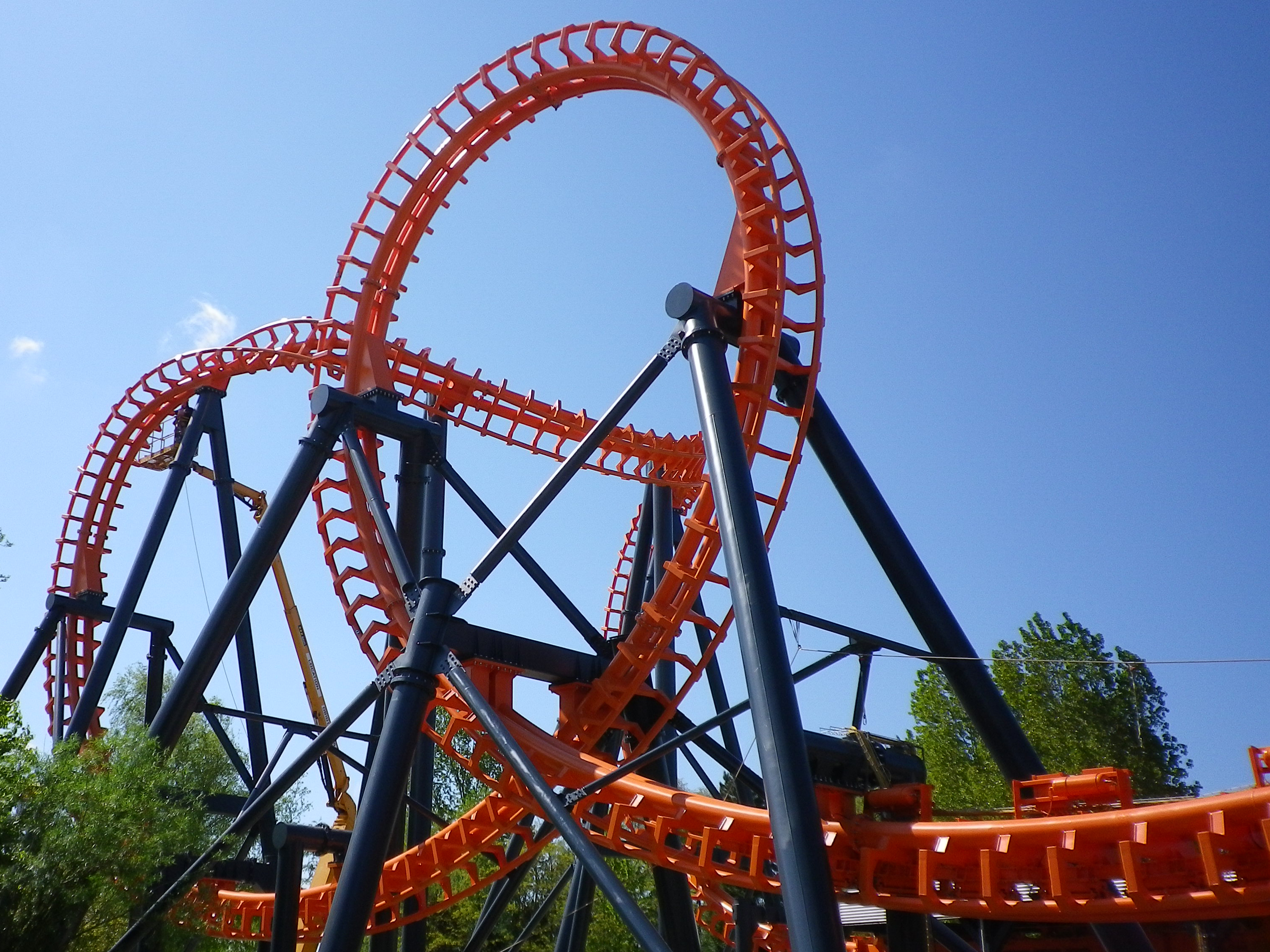
Le looping vertical.

Ce circuit de montagnes russes est d'abord inauguré en 1997 au parc Liseberg en Suède sous le nom de HangOver. Initialement, ce modèle devait être des montagnes russes lancées. À l'époque, des problèmes liés à la technologie surviennent et la conception est alors modifiée pour utiliser un lift à chaîne. Au prix de 3,5 millions d'euros, il est censé ouvrir en 1996, mais en raison de problèmes techniques, il ouvre en 1997. Le coût dû au retard est préjudiciable pour Liseberg. Le fabricant Vekoma doit rembourser Liseberg, ce qui lui permet d'acquérir un Space Shot de S&S Worldwide inauguré lors de l'été 1996.
Après sa fermeture en 2002, l'attraction est vendue à la société Hellenic en Grèce. Hellenic Entertainment Parks S.A. est le propriétaire d'Allou Fun Park. Les montagnes russes sont livrées en Grèce, mais jamais construites.
Le 2 juillet 2005, le parcours est inauguré à Sommerland Syd (da) au Danemark sous le nom de Tornado. Il est en fonction jusqu'en 2011.
Il est un temps envisagé que le boomerang de Karolinelund (en) soit acheté et construit à Bagatelle,. Les intentions de la direction changent lorsque l'occasion d'acquérir des montagnes russes inversées se présente en septembre 2011 et le parc communique sur la future attraction, un Invertigo, en novembre et décembre 2011,. Le parc irakien Family Fun acquiert l'attraction de Karolinelund.
L'Invertigo est transporté par 45 convois exceptionnels durant trois semaines. La construction débute au début de l'année 2012 et est ralentie à cause des températures hivernales. L'investissement représente 2,2 millions d'euros, les dirigeants du parc espèrent une évolution de la fréquentation de 15 à 20 000 visiteurs par an, soit +8 %. L'ouverture est d'abord prévue pour le 10 juin 2012 mais elle est retardée au 30 juin 2012. Triops est inauguré face à la presse le 5 juillet 2012.
Son parcours s'étend sur une emprise d'environ 120 mètres et culmine à 45 mètres de haut, soit la hauteur du phare de Berck. Les dirigeants de Bagatelle affirment avoir choisi ce nom car « Le triops est un crustacé qui se déplace les pattes en l'air, en faisant des loopings ». Cette nouveauté attire 261 396 visiteurs cette année, contre 265 000 visiteurs en 2011. La fréquentation est en recul, ce qui est vécu comme une déception pour les dirigeants. En 2013, le parc rangeois reçoit 287 591 visiteurs, soit 10 % de plus qu'en 2012.
En 2018, la direction du parc réalise un classement des attractions les plus populaires. Le trio de tête se compose du Gaz Express, du Raft et du River Splatch. Pour illustrer ceci, « cela signifie que 90 % des gens qui viennent au parc font le Gaz Express au moins une fois ». Le Triops se positionne à la quinzième place du classement. Outre ce manque de popularité, ces montagnes russes sont gourmandes financièrement. En effet, elles représentent la somme de 100 000 € dépensées annuellement. L'attraction subit occasionnellement des avaries, ce qui obligent les passagers à être évacués ou à garder l'attraction fermée,.

## Données techniques
- Longueur : 309 m
- Hauteur : 45 m
- Inversions : 3
- Train : 1 train de 7 wagons de 2 rangées de 2 places
- Surface au sol : 86 × 30 m
- Force g : 5 g
- Capacité : 840 personnes par heure
- Coût : 2.2 millions €